# Phylidorea (Phylidorea) umbrarum
Phylidorea (Phylidorea) umbrarum is een tweevleugelige uit de familie steltmuggen (Limoniidae). De soort komt voor in het Palearctisch gebied.